# Bésignan
Bésignan é uma comuna francesa na região administrativa de Auvérnia-Ródano-Alpes, no departamento de Drôme. Estende-se por uma área de 8,94 km². Em 2010 a comuna tinha 85 habitantes (densidade: 9,5 hab./km²).